# 7 (álbum de Madness)
7 es el tercer álbum de la banda de ska británica Madness. como su nombre indica es que en el grupo hay 7 integrantes. Fue publicado en 1981 y alcanzó el número 5 en la lista de ventas de álbumes en el Reino Unido, la mayoría de las canciones fueron grabadas en Compass Point Studios en Nasáu, Bahamas Excepto "Grey Day" que fue grabado a principios de ese año.

## Lista de canciones
1. "Cardiac Arrest" - 2:45 (Smyth/Foreman)
2. "Shut up" - 3:13 (Mcpherson/Foreman)
3. "Sign of the Times" - 2:45 (McPherson/Barson)
4. "Missing You" - 3:29 (Mcpherson/Barson)
5. "Mrs. Hutchinson" - 2:30 (Barson)
6. "Tomorrow's Dream" - 3:05 (Thompson/Barson)
7. "Grey Day" - 2:22 (Barson)
8. "Pac-A-Mac" - 3:26 (Thompson/Barson)
9. "Promises Promises" - 1:58 (Thompson/Barson)
10. "Benny Bullfrog" - 2:58 (Thompson/Foreman)
11. "When Dawn Arrives" - 3:45 (Thompson/Barson)
12. "The Opium Eaters"" - 2:42 (Barson)
13. "Day on the Town" - 2:01 (Mcpherson/Foreman)

## Créditos
- Suggs
- Chris Foreman
- Chas Smash
- Mike Barson
- Mark Bedford
- Lee Thompson
- Daniel Woodgate

## Posición en las listas de ventas
| Fecha    | Sencillo       | Lista | Posición |
| -------- | -------------- | ----- | -------- |
| Apr 1981 | Grey Day       | UK    | No. 4    |
| Sep 1981 | Shut Up        | UK    | No. 7    |
| Feb 1982 | Cardiac Arrest | UK    | No. 14   |

- Datos: Q2818327